# Thorée-les-Pins
Thorée-les-Pins è un comune francese di 698 abitanti situato nel dipartimento della Sarthe nella regione dei Paesi della Loira.

## Società

### Evoluzione demografica
Abitanti censiti